# Zhou Qi
Zhou Qi (chin. 周琦, pinyin Zhōu Qí; ur. 16 stycznia 1996 w Xinxiang) – chiński koszykarz, grający na pozycjach silnego skrzydłowego lub środkowego, obecnie zawodnik South East Melbourne Phoenix.
17 grudnia 2018 został zwolniony przez Houston Rockets.

## Osiągnięcia
Stan na 23 stycznia 2020, na podstawie, o ile nie zaznaczono inaczej.
Drużynowe
- Mistrz Chin (CBA – 2017)
- Zdobywca pucharu mistrzów Azji FIBA (2016)
- Finalista pucharu mistrzów Azji FIBA (2017)

Indywidualne
- Obrońca roku CBA (2017)
- Debiutant roku CBA (2015)
- Lider w blokach CBA (2015, 2016)
- Uczestnik meczu gwiazd:
  - ligi chińskiej (2015–2017, 2020)
  - młodych talentów – Nike Hoop Summit (2015)

Reprezentacja
- Mistrz:
  - Azji:
    - 2015
    - U–18 (2011)
    - U–16 (2011)

  - igrzysk azjatyckich (2018)
- Uczestnik:
  - igrzysk olimpijskich (2016 – 12. miejsce)
  - pucharu Azji (2014 – 4. miejsce)
  - mistrzostw świata:
    - U–19 (2013 – 7. miejsce)
    - U–17 (2012 – 7. miejsce)

  - turnieju Alberta Schweitzera (2012 – 11. miejsce)
- Zaliczony do I składu mistrzostw Azji (2015)